# Morti nel 1608
| Questa pagina contiene informazioni ricavate automaticamente dalle voci biografiche con l'ausilio del template Bio e di un bot. L'aggiornamento è periodico e automatico e ricostruisce completamente la pagina. Se manca una persona in questa lista, sei pregato di non aggiungerla, ma accertati piuttosto che la sua voce biografica contenga il template Bio e che i dati anagrafici siano correttamente compilati. Se il template Bio manca, inseriscilo tu stesso o, in alternativa, metti l'avviso {{tmp\|Bio}} che ne segnala la mancanza. Se i dati riportati sono sbagliati, correggi direttamente la voce biografica; le modifiche saranno visibili in questa lista entro pochi giorni. Per chiarimenti vedi il progetto biografie. La lista contiene solo le 92 persone che sono citate nell'enciclopedia e per le quali è stato implementato correttamente il template Bio. Pagina aggiornata al 2 lug 2025. |

## Gennaio(5)
- 6 gennaio - Emanuele Ne Vunda, politico e diplomatico angolano
- 8 gennaio - Guidubaldo Bonarelli della Rovere, nobile e poeta italiano (n. 1563)
- 19 gennaio - Bernard Maciejowski, cardinale e arcivescovo cattolico polacco (n. 1548)
- 29 gennaio - Hugo Blotius, giurista e bibliotecario olandese (n. 1534)
- 29 gennaio - Federico I di Württemberg, duca (n. 1557)

## Febbraio(5)
- 8 febbraio - Valerio Sale, giurista e poeta italiano (n. 1570)
- 13 febbraio - Bess di Hardwick, nobildonna inglese (n. 1527)
- 16 febbraio - María Maximiliana Manrique de Lara y Briceño, nobildonna spagnola
- 19 febbraio - Antonio Roccatagliata, nobile, notaio e politico italiano
- 27 febbraio - Enrico di Montpensier, nobile francese (n. 1573)

## Marzo(4)
- 7 marzo - Renato Cati, politico e ambasciatore italiano
- 7 marzo - Caterina Martinelli, cantante italiana
- 26 marzo - John Dee, matematico, geografo e alchimista inglese (n. 1527)
- 29 marzo - Tsugaru Tamenobu, militare giapponese (n. 1550)

## Aprile(6)
- 4 aprile - Juan de Zúñiga y Avellaneda, nobile spagnolo (n. 1551)
- 8 aprile - Magdalen Dacre, nobildonna inglese (n. 1538)
- 9 aprile - Pomponio Torelli, nobile e letterato italiano (n. 1539)
- 19 aprile - Thomas Sackville, I conte di Dorset, politico, poeta e drammaturgo inglese (n. 1536)
- 21 aprile - Cesare Crispolti, storico, scrittore e poeta italiano (n. 1563)
- 29 aprile - Maria Anna di Baviera, principessa (n. 1551)

## Maggio(5)
- 9 maggio - Nicolò Molin, ambasciatore italiano (n. 1562)
- 11 maggio - Giovanni Luca Conforti, compositore italiano (n. 1560)
- 14 maggio - Carlo III di Lorena, nobile (n. 1543)
- 17 maggio - Ascanio Colonna, cardinale e vescovo cattolico italiano (n. 1560)
- 27 maggio - Alessandro Vittoria, scultore italiano (n. 1525)

## Giugno(9)
- 1º giugno - Maria Eleonora di Jülich-Kleve-Berg, principessa tedesca (n. 1550)
- 2 giugno - Bakhtunnissa Begum, principessa indiana (n. 1547)
- 4 giugno - Francesco Caracciolo, presbitero italiano (n. 1563)
- 5 giugno - Ippolito Andreasi, pittore italiano (n. 1548)
- 6 giugno - Bernardo Buontalenti, architetto, scultore e pittore italiano (n. 1531)
- 11 giugno - Francesco Maria Tarugi, cardinale italiano (n. 1525)
- 19 giugno - Alberico Gentili, giurista italiano (n. 1552)
- 23 giugno - Thomas Garnet, gesuita inglese
- 30 giugno - Hōjō Ujimori, militare giapponese (n. 1577)

## Luglio(6)
- 3 luglio - William Barclay, giurista scozzese (n. 1546)
- 5 luglio - Diego Haëdo, arcivescovo cattolico spagnolo
- 10 luglio - Anastasio De Filiis, astronomo italiano (n. 1577)
- 18 luglio - Gioacchino Federico di Brandeburgo, nobile (n. 1546)
- 25 luglio - Pomponio Nenna, compositore italiano (n. 1556)
- 26 luglio - Pablo de Céspedes, teologo e pittore spagnolo (n. 1538)

## Agosto(3)
- 13 agosto - Giambologna, scultore fiammingo (n. 1529)
- 15 agosto - Marfisa d'Este, nobile italiana
- 19 agosto - Renato I Borromeo, nobile e diplomatico italiano (n. 1555)

## Settembre(8)
- 3 settembre - Guillem de Santcliment, nobile e ambasciatore spagnolo
- 8 settembre - Jerónimo Xavierre, cardinale spagnolo (n. 1546)
- 11 settembre - Pompeo Molella, giurista italiano
- 12 settembre - Flaminio Filonardi, vescovo cattolico e storico italiano (n. 1541)
- 19 settembre - Alfonso Visconti, cardinale e vescovo cattolico italiano (n. 1552)
- 20 settembre - Kanamori Nagachika, militare giapponese (n. 1524)
- 28 settembre - Enrico di Joyeuse, nobile francese (n. 1563)
- 29 settembre - Eugenio Cattaneo, vescovo cattolico italiano (n. 1551)

## Ottobre(10)
- 4 ottobre - Kinoshita Iesada, militare giapponese (n. 1543)
- 10 ottobre - Pompeo Leoni, scultore e medaglista italiano (n. 1531)
- 11 ottobre - Ambrogio Figino, pittore italiano (n. 1553)
- 11 ottobre - Abraham Gorlaeus, antiquario olandese (n. 1549)
- 15 ottobre - Pedro de Agurto, vescovo cattolico messicano (n. 1544)
- 17 ottobre - Luca Bati, compositore italiano (n. 1546)
- 19 ottobre - Martin Delrio, umanista e teologo fiammingo (n. 1551)
- 26 ottobre - Valentin Forster, giurista tedesco (n. 1530)
- 26 ottobre - Philipp Nicolai, pastore protestante, poeta e compositore tedesco (n. 1556)
- 26 ottobre - Juan Pantoja de la Cruz, pittore spagnolo (n. 1553)

## Novembre(4)
- 10 novembre - Andrea Avellino, presbitero e religioso italiano (n. 1521)
- 13 novembre - Bartolomeo Carducci, architetto e pittore italiano (n. 1560)
- 19 novembre - Antonio Agelli, vescovo cattolico e biblista italiano (n. 1532)
- 20 novembre - Alderano Mascardi, giurista italiano (n. 1557)

## Senza giorno specificato(27)
- Elena Aliprandi, nobile italiana (n. 1573)
- Ivan Isaevič Bolotnikov, rivoluzionario russo
- Domenico Cafaggi, scultore italiano (n. 1530)
- Francesco Caldogno, militare e funzionario italiano
- Giulio Calvi, teologo e vescovo cattolico italiano (n. 1554)
- Gregorio Comanini, poeta e storico italiano
- Ilario Cortesi, vescovo cattolico italiano (n. 1545)
- Francesco Curia, pittore italiano (n. 1538)
- Felice Damiani, pittore italiano (n. 1560)
- Alessandro Filarete, vescovo cattolico italiano
- Dirck Gerritszoon Pomp, navigatore olandese (n. 1544)
- Douglas Howard, nobildonna inglese (n. 1543)
- Francesco Liparuli, vescovo cattolico e giurista italiano (n. 1545)
- Kaspar Lussi, politico e condottiero svizzero (n. 1562)
- Fabio Mattei, nobile, imprenditore e politico italiano (n. 1548)
- Alessandro Mazzola, pittore italiano (n. 1533)
- Gian Paolo Osio, nobile e criminale italiano (n. 1572)
- Filippo di Lorenzo Paladini, scultore italiano
- Nunzio Pelliccia, avvocato e giurista italiano (n. 1540)
- Merkelis Petkevičius, tipografo lituano (n. 1550)
- Johannes Pistorius, religioso tedesco (n. 1546)
- Agostino Ramelli, ingegnere italiano (n. 1531)
- Youssef Rizzi, patriarca cattolico libanese
- Christoph Schissler, artigiano tedesco (n. 1531)
- Ridolfo Sirigatti, scultore e pittore italiano (n. 1553)
- Francis Tregian il Vecchio, nobile inglese (n. 1548)
- Luis de Carvajal, pittore spagnolo (n. 1531)